# Phú Lũng
Phú Lũng là một xã thuộc huyện Yên Minh, tỉnh Hà Giang, Việt Nam.

## Địa lý
Xã Phú Lũng có vị trí địa lý:
- Phía đông giáp xã Thắng Mố
- Phía tây giáp Trung Quốc
- Phía nam giáp xã Thắng Mố và xã Bạch Đích
- Phía bắc giáp xã Thắng Mố và Trung Quốc.

Xã Phú Lũng có diện tích 17,03 km², dân số năm 2019 là 1.928 người, mật độ dân số đạt 191 người/km².
Xã Phú Lũng được công nhận đạt chuẩn nông thôn mới vào năm 2017.

## Hành chính
Xã Phú Lũng được chia thành 13 thôn: Xóm B1, Xóm B2, Xóm B3, Xóm A1, Xóm A2, Mèo Ván, Sủng Lý, Phú Lủng, Cù Tủng, Xín Chải, Xà Ván, Sủng Sử A, Sủng Sử B.

## Lịch sử
Trước đây, Phú Lũng là một xã thuộc huyện Đồng Văn.
Ngày 13 tháng 12 năm 1962, Bộ Nội vụ ban hành Quyết định số 328-NV về việc đổi tên xã Phìn Lồ thành xã Phú Lũng.
Ngày 21 tháng 12 năm 1982, Hội đồng Bộ trưởng ban hành Quyết định 179-HĐBT về việc tách xã Phú Lũng của huyện Đồng Văn sáp nhập vào huyện Yên Minh.